# Infantry Tank Mk I Matilda I
Der Infantry Tank Mk I (A11) Matilda (kurz Matilda I) ist ein britischer Panzer, der vor dem Zweiten Weltkrieg entwickelt wurde. Er kam während des deutschen Westfeldzuges zum Einsatz und wurde bald danach ausgemustert.
Sein Nachfolger wurde der in jeder Hinsicht klar überlegene und viel länger eingesetzte Matilda II, der den Namen seines Vorgängers übernahm, aber technisch nichts mit ihm gemeinsam hatte. In der Literatur ist mit „Matilda“ ohne Zusätzen meistens der Matilda II gemeint.

## Hintergrund
Im April 1934 tagte eine Abteilung des britischen Generalstabs und beriet sich über eine Forderung des Generalinspekteurs der britischen Panzertruppen. Dieser forderte für die Armee neue Kampfpanzer, welche die Infanterie im Kampf begleiten sollten. Hierbei ging es zum einen um einen kleinen, stark gepanzerten Panzer mit Maschinengewehr, der in großer Stückzahl verfügbar werden sollte; zum anderen um ein größeres Fahrzeug mit einem Maschinengewehr größeren Kalibers und starker Panzerung zur Bekämpfung gegnerischer Waffen und einer Maschinengewehrbewaffnung zur Bekämpfung von Infanterie.
Der Generalstab formulierte eine Entwicklungsanforderung, die sich im Wesentlichen am größeren Fahrzeug mit der schwereren Bewaffnung orientierte. Als Hauptbewaffnung wurde ein Kaliber .5 Maschinengewehr (12,7 mm) oder eine 2pdr-Kanone (40 mm) angedacht. Für die Panzerung setzten sie ein Minimum von Inch (25,4 mm) fest.

## Entwicklung
Vickers entwickelte entsprechend dieser Vorgaben den Typ A9 (qv). Ein Personalwechsel im Mai 1934 hatte starken Einfluss auf die weitere Entwicklung. Generalmajor Sir Hugh Elles übernahm das Amt des Master General of the Ordnance (deutsch: Generalfeldzeugmeister) und erlangte als ehemaliger Kommandeur des Royal Tank Corps im Ersten Weltkrieg viel Einfluss bei der Konzeption der britischen Panzertruppe. Nach seiner Auffassung waren Panzer grundsätzlich nur dazu bestimmt, die Infanterie zu unterstützen.
Elles erwartete von Vickers einen stark gepanzerten Kampfwagen, der in der Lage war, das Feuer der üblichen Panzerabwehrkanonen zu überstehen, und dem Konzept des kleinen Maschinengewehrpanzers folgte. Dieser Anforderung folgend entwarf John Carden ein neues als A11 bezeichnetes Panzermodell. Ein Prototyp, der A11E1, war 1936 fertiggestellt und im September dieses Jahres der British Army zur Erprobung übergeben. Carden hatte sich strikt an die Forderung gehalten, die Kosten für das Fahrzeug möglichst gering zu halten. Daher wurde ein handelsüblicher Motor verbaut und Baugruppen andere Entwürfe übernommen.

## Technische Beschreibung

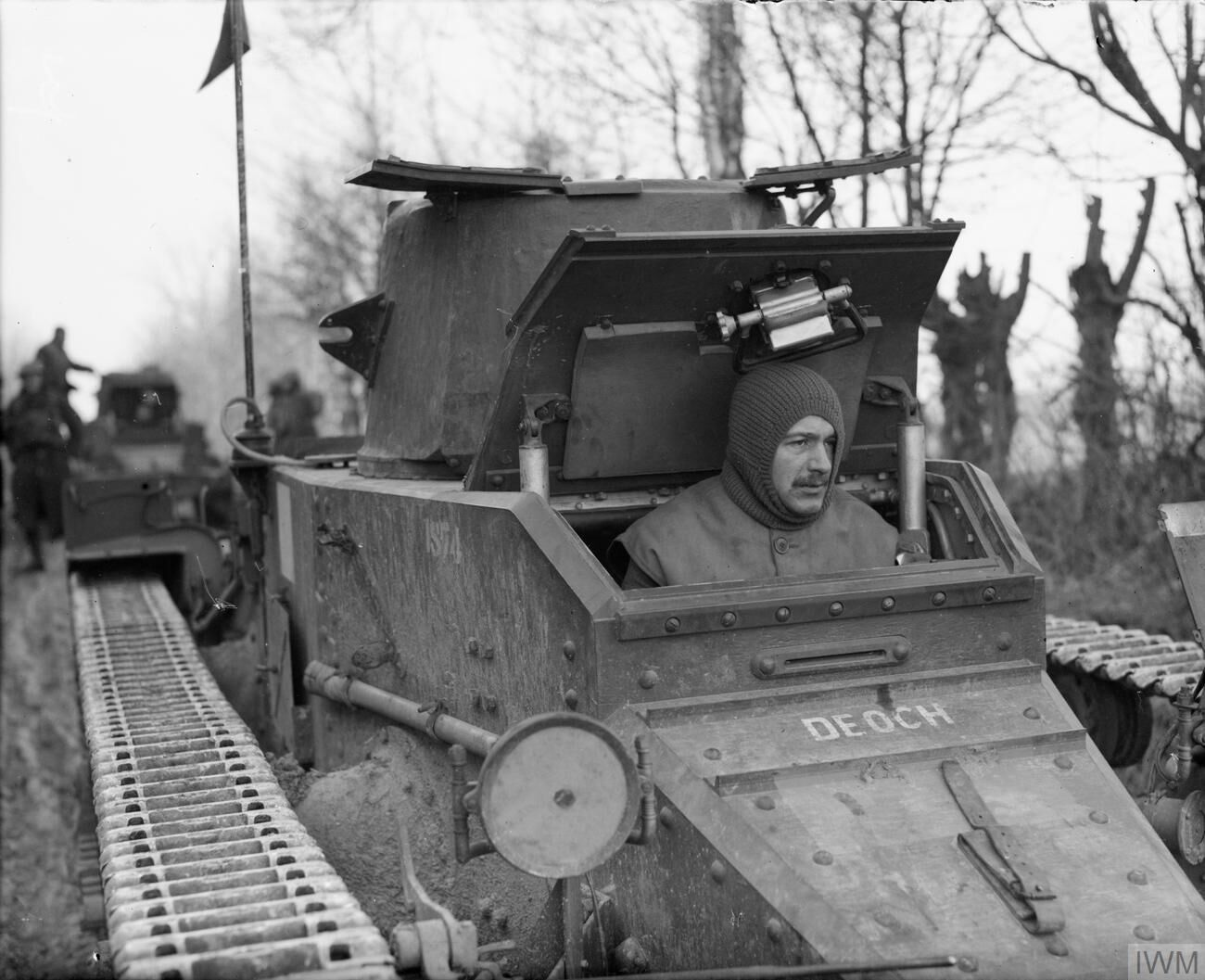
Fahrer in offener Luke des Matilda I

Der Panzer verfügte über eine gute, zwischen 10 und 60 Millimeter starke Panzerung. Der britischen Anforderung, der Panzer solle als rollender Bunker dienen, kam der Matilda I (A 11) damit nach. Da er aber nur ein 7,7-mm-MG als Bewaffnung trug und mit seiner Geschwindigkeit von 12 km/h sehr langsam war, war er gegen Panzer wirkungslos und für schnelle, eigenständige Kriegsführung ungeeignet.
Der handelsübliche Ford V8-Motor war auch in vielen Lastkraftwagen dieser Epoche verbaut, doch die hohe Masse des Fahrzeugs war für ihn eine Herausforderung. Mechanische Bauteile, wie Lenkung, Bremsen und Kupplung wurden aus der Light Tank-Serie von Vickers übernommen und das simple Fahrwerk entstammte dem Vickers Artillerieschlepper Dragon Carrier. Gegenüber dem Prototypen waren die Stützlaufrollen in der Serienproduktion an der seitlichen Fahrzeugwanne befestigt und der Bugpanzer des Fahrzeugs wurde überarbeitet.
Wie bei allen britischen Panzern des Zweiten Weltkrieges verfügte der Kommandant über einen Vickers-360°-Winkelspiegel MK.IV zur Beobachtung des Gefechtsfeldes unter Panzerschutz.

## Produktion
Der erste Auftrag des War Office über 60 Fahrzeuge erfolgte im April 1937. Den Prototypen eingeschlossen, wurden nach einer Erhöhung des Auftrags im Zeitraum von 1937 bis 1940 von Vickers-Armstrongs 140 Matilda I produziert.

## Einsatz
Der britische Generalstab und das War Office verfolgten in der Mitte der 1930er Jahre die internationale Entwicklung im Panzerbau. Insbesondere zogen sie Lehren aus dem Spanischen Bürgerkrieg. Somit erkannten sie schon in der Entwicklungsphase des Matilda I, dass dieses Fahrzeug als reiner Maschinengewehrpanzer nur als Übergangslösung für das Royal Tank Corps dienen würde. Schon im November 1936 wurde die Entwicklung des Infantry Tank Mk. II Matilda (A12) begonnen, der dann als Matilda II den Namen seines Vorgängers übernehmen sollte.
Auch wenn die Unzulänglichkeiten des Matilda I erkannt waren, wurden die Panzer bei der 1st Army Tank Brigade nach Beginn des Zweiten Weltkriegs, als Teil der BEF (British Expeditionary Force) zur Unterstützung der französischen Alliierten in Frankreich zum Einsatz gebracht.
Die Matilda I kamen beim 4th und 7th Battalion des Royal Tank Regiment zum Einsatz. Das 4th RTR wurde unmittelbar nach Kriegsbeginn im September 1939 nach Frankreich verlegt. Im Mai 1940 folgte das 7th Battalion ; beide Verbände wurden in der 1st Tank Brigade zusammengefasst. Sofern man die bei Infanterieverbänden eingesetzten leichten Panzer der britischen Streitkräfte außer Acht lässt, war die 1st Tank Brigade am Tag des deutschen Angriffs im Westen, dem 10. Mai 1940, der einzige britische Panzerverband auf dem Kontinent.
Am 21. Mai ging ein britischer Panzerverband mit 58 Matilda I und 16 Matilda II bei Arras zum Gegenangriff über. Sie brachten die von Erwin Rommel geführte 7. Panzer-Division für eine Zeit ernsthaft in Bedrängnis. Denn die schwere Panzerung der britischen Fahrzeuge konnte von den deutschen Panzerabwehrgeschützen nicht durchschlagen werden. Erst eine Auffanglinie aus 8,8-cm-Flak und 10,5-cm-leichen Feldhaubitzen war in der Lage, den britischen Vorstoß zu stoppen. Am folgenden Tag waren nur noch 26 der Matilda I und 2 der Matilda II einsatzbereit.
Am 23. Mai kam es bei Souchez zu einem Rückzugsgefecht des 7th RTR, dann folgte die kontinuierliche Rückzug auf den Evakuierungsraum Dünkirchen. In einem Verband zusammengefasst, versuchten die Panzer beider Bataillone bei La Bassée einen letzten Gegenstoß. Letztlich erreichten nur zwei Kampfwagen Dünkirchen und die Besatzungen schlossen sich der Operation Dynamo an.
Südlich des Kessel von Dünkirchen bildeten 5 Matilda I und andere später eingetroffene oder instandgesetzte Panzer die Division Tank Company der Division Beauman. Dieser adhoc aufgestellte britische Verband war gebildet worden, um die britischen Logistikstützpunkte Rouen und Dieppe zu verteidigen. Am 8. Juni wurden die Panzerkompanie als Unterstützung eines Verbandes eingesetzt, der erfolglos versuchte, eine Verteidigungslinie an den Flüssen Andelle und Béthune zu halten. Die Division Beauman musste sich weiter zurückziehen und wurde im Rahmen der Operation Aerial aus Cherbourg evakuiert. Keiner der 5 Matilda I der Division Tank Company gehörte zu den 22 Panzern, die im Rahmen der Operation zurück nach Großbritannien gelangten.
Der Rückzug der britischen Streitkräfte über den Ärmelkanal führte zum Verlust der bis zu diesem Punkt noch einsatzbereiten Matilda I und aller zuvor liegen gebliebenen Fahrzeuge.
Auch wenn diese britischen Panzer kaum durch die deutschen Panzerabwehrwaffen gefährdet waren, so erwies sich das Fahrwerk als einer der verwundbarsten Punkte dieses Fahrzeug. Die geringe Geschwindigkeit wurde in der verändernden Panzertaktik zu einem großen Nachteil.
Die Einsatzergebnisse waren derart frustrierend, dass die noch in Großbritannien verbliebenen 77 Fahrzeuge des Typs Matilda I sofort aus den Kampfverbänden entfernt wurden.
Die vorhandenen Fahrzeuge wurden im Rahmen von Ausbildungsaktivitäten aufgebraucht. Bei den Kampfverbänden wurden sie durch den Matilda II ersetzt.

## Infanterie-Panzerkampfwagen Mk I 747 (e)
Die Wehrmacht führte den Matilda I in der Sammlung Kennblätter fremden Geräts unter der Bezeichnung Infanterie-Panzerkampfwagen Mk I 747 (e).
Die Verwendung von fremdem Gerät war angesichts des chronischen Mangels an ausreichender Ausrüstung in der deutschen Wehrmacht weit verbreitet. Nachdem diese Fahrzeuge erbeutet worden waren, wurde ein Exemplar untersucht und Beschusstests ausgesetzt, die das Fahrzeug unbrauchbar machten. Die erbeuteten Matilda I gehörten zu den wenigen Panzertypen, für die eine weitere Verwendung innerhalb der deutschen Streitkräfte als unnütz erachtet wurde. Laut manchen Quellen sollen Matilda I zeitweise bei deutschen Sicherungsverbänden in Polen zum Einsatz gekommen sein. Doch wahrscheinlicher ist, dass letztlich alle in Frankreich erlangten Fahrzeuge dieses Typs zur Rohstoffgewinnung verschrottet wurden.

## Variante
Als Variante des Matilda I wurde nur der Infantry Tank Mk I with Coulter-Plow (Coulter-Pflug) bekannt. Schon 1937 beschäftigte man sich mit verschiedenen Minenräum-Ausrüstungen. Hierbei wurden der Coulter-Pflug und die Fowler-Walzen zum Einsatz. Bis 1939 war das Modell des Coulter-Pflug fertiggestellt und wurde an einem der Serienfahrzeuge montiert. Es blieb bei dem Prototypen und den neu gewonnenen Erfahrungen in der Konstruktion von Räumgerät.

## Museale Rezeption
Alle noch existierenden Matilda I befinden sich im Bestand des Tank Museum in Dorset in Großbritannien.
Ein Fahrzeug, bei dem es sich möglicherweise um das ehemalige Fahrzeug T3447 handelt, wurde von einem Schießstand in Otterburn geborgen und mit einem neuen, nicht authentischen Rover-Motor und einem neuen Getriebe wieder fahrbereit gemacht.
Ein weiteres Fahrzeug, gebaut im Mai 1940, wurde in den 1980er Jahren wieder fahrbereit gemacht und repräsentiert heute T8106, der im Jahr 1940 mit dem 4th Royal Tank Regiment in Nordfrankreich zum Einsatz kam.
Das dritte Fahrzeug ist ein Wrack, welches mit schweren Beschädigungen durch die Verwendung als Hartziel in Bovington nördlich des Vehicle Conservation Centre zu finden ist.